# Ovtjarovo (distrikt i Tărgovisjte)
Ovtjarovo (bulgariska: Овчарово) är ett distrikt i Bulgarien.   Det ligger i kommunen Obsjtina Tărgovisjte och regionen Tărgovisjte, i den nordöstra delen av landet, 270 km öster om huvudstaden Sofia.